# Sahoelhoningzuiger
De sahoelhoningzuiger (Cinnyris frenatus) is een vogelsoort uit de familie van de Nectariniidae. Het is een die voorkomt van Sulawesi tot aan Noord-Australië en de Salomonseilanden.

## Taxonomie
Deze honingzuiger werd in 1828 of 1829 in westelijk Nieuw-Guinea verzameld door de Duitse dierkundige en preparateur Salomon Müller die in dienst was van het Rijksmuseum van Natuurlijke Historie in Leiden. Hij beschreef 14 jaar later dit taxon als een aparte soort. Deze honingzuiger behoorde daarna lange tijd als ondersoort tot het taxon Cinnyris jugalaris. In 2023 verscheen een uitgebreid onderzoek aan zowel het mitochondriaal DNA van al deze ondersoorten, als wel het verenkleed en het geluidenrepertoire. Hieruit bleek dat dit taxon (met nauw verwante taxa als ondersoort) kon worden afgesplitst als aparte soort.

## Herkenning
De vogel is ongeveer 10 cm lang. Van boven is de vogel olijfbruin. Het mannetje heeft een staalblauwe keel en borst. Kenmerkend voor deze soort is de gele mondsteep en eveneens gele wenkbrauwstreep. Het vrouwtje is geel op de borst en buik.

## Verspreiding en leefgebied
Er zijn vier ondersoorten:
- C. j. plateni: Sulawesi en nabijgelegen eilanden.
- C. j. robustirostris: Banggai-eilanden en de Soela-eilanden (nabij oostelijk Sulawesi).
- C. j. frenatus: noordelijke Molukken, Nieuw-Guinea (behalve het noorden), de Aru-eilanden (zuidwestelijk van Nieuw-Guinea, de eilanden ten zuidoosten van Nieuw-Guinea en noordoostelijk Australië.
- C. j. flavigastra: Bismarckarchipel en de noordelijke Salomonseilanden tot aan Guadalcanal en Malaita.

De vogel heeft geen eigen vermelding op de Rode lijst van de IUCN.